# Дражевићи (Илијаш)
Дражевићи су насељено мјесто у Босни и Херцеговини у општини Илијаш које административно припада Федерацији Босне и Херцеговине. Према попису становништва из 1991. у насељу је живјело 22 становника.

## Становништво
| Националност       | 1991. | 1981. | 1971. | 1961. |
| Срби               | 22    | 42    | 70    | 56    |
| Муслимани          |       | 1     | 6     |       |
| Хрвати             |       |       | 4     |       |
| Црногорци          |       | 1     |       |       |
| остали и непознато |       |       |       |       |
| Укупно             | 22    | 44    | 80    | 56    |

| Демографија | Демографија | Демографија |
| Година      | Становника  | Становника  |
| ----------- | ----------- | ----------- |
| 1961.       | 56          |             |
| 1971.       | 80          |             |
| 1981.       | 44          |             |
| 1991.       | 22          |             |